# 熊本市立湖東中学校
熊本市立湖東中学校（くまもとしりつ ことうちゅうがっこう）は、熊本県熊本市東区湖東一丁目にある公立中学校。

## 沿革
- 1949年（昭和24年） - 熊本市立出水中学校より分離し開校
- 1962年（昭和37年） - 熊本市立東野中学校を分離
- 1983年（昭和58年） - 熊本市立出水南中学校を分離

## 委員会
- 給食委員会
- 図書委員会
- 厚生委員会
- 保健委員会
- 文化委員会
- 体育委員会
- 緑化委員会
- 生活委員会
- 放送委員会
- 整美委員会

## クラブ活動

### 運動部
- 野球部
- サッカー部
- ハンドボール部
- 女子ソフトテニス部
- 男子ソフトテニス部
- 水泳部
- 剣道部
- 卓球部
- 男子バスケットボール部（平成25年度より）
- 女子バレーボール部
- 女子バスケットボール部
- 新体操部（廃部時期不明）
- 男子バレーボール部（平成7年度まで）

### 文化部
- 吹奏楽部
- 美術部

## 著名な卒業生
- 英太郎 - ローカルタレント
- 桑原秀侍 - プロ野球選手
- 中西晶 - 俳優
- ネスミス - 歌手
- ピダーソン和紀 - プロ野球選手
- 平野みどり - 熊本県議会議員
- 宮崎安澄 - 陸上選手
- 行定勲 - 映画監督

## 学校周辺
- 熊本マリスト学園中学校・高等学校
- 熊本市動植物園